# Quentin Groves
Quentin Dominic Groves (Greenville, 5 luglio 1984 – Trinidad, 15 ottobre 2016) è stato un giocatore di football americano statunitense che gioca nel ruolo di linebacker per i Tennessee Titans della National Football League. Fu scelto nel corso del secondo giro (52º assoluto) del Draft NFL 2008 dai Jaguars. Al college giocò a football alla Auburn University.

## Carriera professionistica

### Jacksonville Jaguars
Groves venne scelto al secondo giro del Draft 2008 dai Jacksonville Jaguars. Il 25 luglio 2008 firmò un quadriennale del valore di 3,06 milioni di dollari di cui 1,355 milioni di bonus alla firma. Debuttò nella NFL il 7 settembre 2008 contro i Tennessee Titans giocando da defensive end, finì la stagione con 16 partite, 13 tackle totali, 2,5 sack e un fumble forzato. Nel 2009 finì con 16 partite di cui 7 da titolare finendo con 30 tackle totali, un intercetto per 37 yard e un fumble forzato.

### Oakland Raiders
Il 21 aprile 2010 venne preso dagli Oakland Raiders per la 158a scelta del draft NFL 2010. Cambiò il ruolo, passando a quello di outside linebacker. Giocò parecchio saltando solamente la partita contro i San Diego Chargers per un infortunio all'hamstring. Nella partita vinta contro i Denver Broncos giocata il 19 dicembre fece una safety ai danni del running back dei Broncos Correll Buckhalter. Chiuse con 15 partite di cui 12 da titolare facendo 40 tackle totali, una safety e un intercetto.
Nel 2011 chiuse con 16 partite di cui 3 da titolare, 24 tackle totali e un fumble forzato.

### Arizona Cardinals
Il 25 maggio 2012 firmò un contratto del valore di 700.000 dollari. Chiuse con 16 partite di cui 7 da titolare, 46 tackle totali, 4 sack e un fumble forzati.

### Cleveland Browns
Il 13 marzo 2013 firmò un contratto biennale del valore di 2,215 milioni di dollari. Con essi giocò una sola stagione, mettendo a segno 4 tackle e 2 sack in 5 partite.

### Tennessee Titans
Il 1º settembre 2014, Groves firmò coi Tennessee Titans.

### Morte
Muore il 15 ottobre 2016 all'età di 32 anni per un attacco cardiaco occorsogli mentre si trova a Trinidad e Tobago, nazione di origine di sua moglie.

## Statistiche
| Partite totali      | 84  |
| Partite da titolare | 29  |
| Tackle              | 157 |
| Sack                | 8,5 |
| Safety              | 1   |
| Intercetti          | 2   |
| Fumble forzati      | 5   |

Statistiche aggiornate alla stagione 2013